# SV Huizen
De zaterdagamateurvereniging SV Huizen, opgericht op 1 januari 1927, is een Nederlandse amateurvoetbalvereniging uit Huizen, Noord-Holland.
Het standaardelftal komt al jaren uit in de top van het amateurvoetbal.

## Geschiedenis
SV Huizen is sinds de oprichting 28 keer afdelingskampioen geweest waarvan viermaal algehele kampioen Z.M.C., zevenmaal kampioen van Nederland zaterdagamateurs en tweemaal algeheel amateurkampioen. In het seizoen 1973/74 behaalde Huizen voor de eerste keer het algeheel amateurkampioenschap tegen USV Elinkwijk. 29 jaar later, nadat Huizen in de strijd om het zaterdagkampioenschap in het seizoen 2002/03 zich wist te ontdoen van Quick Boys en Harkemase Boys en door twee overwinningen op Türkiyemspor uit Amsterdam, won het voor de tweede maal het algeheel amateurkampioenschap.
Nadat Huizen over de periode van 1996 tot 2005 van de Zaterdag Hoofdklasse B deel heeft uitgemaakt ging het heel wisselvallig: Het ene seizoen speelden ze in de Eerste Klasse, het andere weer in de Hoofdklasse. In het seizoen 2009/10 dwong de ploeg weer promotie af, waardoor Huizen in het seizoen 2010-2011 weer uitkwam in de Hoofdklasse. In 2016 promoveerde de club naar de Derde divisie.
Samen met voetbalvereniging de Zuidvogels en skiclub Wolfskamer delen ze het sportpark de Wolfskamer aan de Bestevaer in het dorp. In de jaren 70 werd er eenmaal per jaar gestreden om de Wolfskamertrofee, telkens op het veld van de winnaar van het jaar daarvoor. Dit ging er soms niet vriendelijk aan toe: menig partij werd voortijdig beëindigd door ruzie op of soms langs het veld.
Niet alleen bij duels tussen Huizen en Zuidvogels ging het er hard aan toe. Ook bij thuis- en uitduels tegen IJsselmeervogels en Spakenburg waren de onderlinge spanningen voelbaar.

## Competitieresultaten 1958–heden
| 1 3A |

| 2 3B |

| 1 3A |

| 1 |

| 3 |

| 4 2A |

| 5 2A |

| 4 2B |

| 3 2C |

| 1 2B |

| 1 2A |

| 2 2C |

| 2 2A |

| 1 1B |

| 4 1B |

| 2 1B |

| 1 1A |

| 6 1B |

| 3 1B |

| 8 1A |

| 9 1B |

| 12 1B |

| 4 1B |

| 13 1B |

| 1 2C |

| 11 1B |

| 10 1B |

| 8 1B |

| 13 1B |

| 10 2C |

| 4 2C |

| 3 2C |

| 1 2C |

| 5 1B |

| 9 1B |

| 4 1B |

| 14 1A |

| 1 2C |

| 9 1A |

| 9 B |

| 9 B |

| 10 B |

| 6 B |

| 6 B |

| 1 B |

| 2 B |

| 7 B |

| 13 B |

| 1 1A |

| 12 B |

| 4 1A |

| 5 1A |

| 2 1A |

| 12 A |

| 4 A |

| 7 A |

| 5 A |

| 8 A |

| 2 A |

| 17 |

| 14 B |

| 7 1A |

| -- 1A |

| - 1C |

| 1 1C |

| 6 |

| 2 A |

| 14 A |

2003: de beslissingswedstrijd op 10 mei bij WHC om het klassekampioenschap in zaterdag HB werd met 2-1 gewonnen van SV Spakenburg
| Derde Divisie | Hoofdklasse/4e Divisie | Eerste klasse | Tweede klasse | Derde klasse |

In elke staaf van de grafiek staat van boven naar beneden vermeld: 
- Eindnotering

Dit is de positie die de club heeft bereikt in de competitie, zonder eventuele beslissings-, play-off- of nacompetitiewedstrijden die nodig zijn geweest om bijvoorbeeld de kampioen van de competitie te bepalen.
Indien een * achter het getal staat is de notering een tussenstand en kan het zijn dat de notering niet overeenkomt met de uiteindelijke eindstand van de competitie.
Staat er een - dan is het seizoen nog bezig en is er geen definitieve uitslag bekend.
Staat er xx op de positie van de notering, dan heeft de club vroegtijdig de competitie verlaten. Dit kan onder andere komen door terugtrekking van het team, faillissement van de club of door een uitgedeelde straf van de KNVB. In veel gevallen staat elders in het artikel de reden vermeld.
Staat er een ? dan is het resultaat uit het verleden onbekend, en is alleen de competitie of het niveau bekend van dat seizoen.
In de seizoenen 2019/20 en 2020/21 werd wegens de coronacrisis het amateurvoetbal afgebroken. Daardoor kennen deze staven geen eindklassering (middels -- weergegeven).
- Competitieniveau en afdelingsletter of Officiële eindstand Eredivisie
  - Competitieniveau en afdelingsletter

Hierbij geeft het getal het niveau weer, dat ook terug te vinden is in de legenda. De letter is de afdelingsaanduiding en wordt gebruikt wanneer er meer afdelingen zijn op hetzelfde niveau. De afdelingsletter is altijd een hoofdletter en wordt meestal zonder nummer gebruikt.
Voorbeeld: 2F is niveau 2e klasse competitie F.
Het competitieniveau en nummer wordt niet vermeld wanneer er slechts één competitie van dit niveau was.
  - Officiële eindstand Eredivisie (getal staat tussen haakjes vermeld)

Sinds de introductie van play-offwedstrijden voor Europees voetbal na afloop van de reguliere competitie in 2005/06, is de KNVB verplicht een eindstand van de Eredivisie door te geven aan de UEFA aan de hand van deze play-offwedstrijden.
Bij deze eindstand staan clubs die zich hebben gekwalificeerd voor Europees voetbal hoger dan clubs die zich niet wisten te kwalificeren. Indien er geen verschil was tussen de eindnotering en de officiële eindstand, staat dit getal niet vermeld.

- Onderafdeling

Hier staat afgekort de naam van de onderafdeling indien de club in dat jaar in een onderafdeling uitkwam. Tevens staat deze afkorting in de legenda en wordt gelinkt naar het artikel over deze onderafdeling. Deze afkorting wordt alleen vermeld wanneer de club in het verleden in verschillende onderafdelingen heeft gespeeld. Deze vermelding is in de staaf altijd in kleine letters. Deze onderafdelingen zijn na het seizoen 1995/96 afgeschaft. Heeft de club in slechts één onderafdeling gespeeld, dan is dit alleen terug te vinden in de legenda.
Onder de staaf staat het jaartal vermeld waarin het seizoen is afgesloten. 15 verwijst naar het seizoen 2014/15 of eventueel het seizoen 1914/15.
Wanneer een staaf leeg is, zijn deze gegevens niet bekend. Het kan ook zijn dat de club dat seizoen niet heeft meegespeeld op het hogere amateurniveau, vroegtijdig de competitie heeft verlaten of uit de competitie is gezet.

In het seizoen 1944/45 was er wegens de Tweede Wereldoorlog geen regulier competitievoetbal.

## Huizen in de KNVB Beker
Dit schema laat de resultaten zien van Huizen tegen profclubs in de KNVB Beker.
| Seizoen | Ronde    | Wedstrijd                   | Uitslag  |
| ------- | -------- | --------------------------- | -------- |
| 1974/75 | 1e ronde | FC Vlaardingen '74 - Huizen | 1-0 n.v. |
| 1993/94 | 2e ronde | AZ Alkmaar - Huizen         | 2-1      |
| 2000/01 | Groep 7  | Huizen - Willem II          | 1-4      |
| 2000/01 | 2e ronde | Huizen - FC Groningen       | 1-4      |
| 2001/02 | Groep 2  | Huizen - FC Volendam        | 2-1      |
| 2001/02 | 2e ronde | NAC Breda - Huizen          | 3-0      |
| 2002/03 | Groep 2  | FC Volendam - Huizen        | 1-1      |
| 2003/04 | 1e ronde | Huizen - HFC Haarlem        | 0-3      |

## Trainers
Met de gedreven trainer Leo de Vroet aan het hoofd, zoon van Arie de Vroet, deden de Huizers opnieuw een gooi naar de landstitel. De gedrevenheid werd echter in het doorgaans 'protestantse' dorp niet altijd gewaardeerd.
Rob Bianchi, voormalig profvoetballer bij FC Amsterdam, werd na zijn carrière trainer van onder meer SV Huizen. Later zette hij zijn coachervaringen voort in het hockey. Een bekende trainer in de afgelopen jaren is Roy Wesseling. Nadat hij met SV Huizen in seizoen 2002/03 algeheel amateurkampioen is geworden heeft hij de overstap gemaakt naar HFC Haarlem en vervolgens naar SC Cambuur. Hierna vertrok hij naar Topklasser IJsselmeervogels.
In het seizoen 2009/10 was Jamory Leysner hoofdtrainer van SV Huizen. Hij bracht de club weer naar de Hoofdklasse, maar tijdens het daaropvolgende seizoen werd hij vanwege tegenvallende resultaten op non-actief gezet na een 4-1 nederlaag bij degradant AVV Swift. Ton Ojers nam als interim zijn positie over, maar wist de nacompetitie niet meer te ontlopen. In die nacompetitie handhaafde de club zich in de Hoofdklasse. Van 2011 tot en met 2013 was Tijs Schipper hoofdtrainer. In februari 2014 keerde hij tijdelijk terug na het ontslag van Joeri Volkers, die bezig was aan zijn eerste seizoen.
In de seizoenen 2014-2017 stond Henk van de Pol als trainer van het vlaggenschip aan het roer. Hij werd in seizoen 2017/18 opgevolgd door Erik Assink.
Op 11 april 2018 gingen Erik Assink en SV Huizen uit elkaar. Dit was een paar dagen na de verloren degradatie wedstrijd tegen CSV Apeldoorn. Assistent-trainer Michael Weggemans nam zijn taken over tot het einde van het seizoen. Na een spectaculaire slotdag van de competitie wist hij Huizen een laatste strohalm te bieden middels de nacompetitie. Daarin bleek XerxesDZB echter te sterk en was degradatie naar de Eerste klasse het onvermijdelijke gevolg.
Met het aanstaande seizoen 2018/19 werd, voormalig Huizen-middenvelder Arnold Klein, aangesteld als hoofdtrainer. In diens eerste jaar wist Huizen zich niet echt te onderscheiden in 1A, maar won het wel de districtsbeker midden. Door diens wedervaren werd het afdelingskampioen door het de naaste concurrent en buurman, HSV De Zuidvogels uit, te verslaan met 2-4, ruststand (2-0), in het seizoen 2021/22.

### Succesvolle trainers 1927 - Heden
| Naam                | Titel(s)                                  | Seizoen(en)                                                |
| ------------------- | ----------------------------------------- | ---------------------------------------------------------- |
| Henk Buskermolen    | Afdelings- en Algeheel Landskampioenschap | 1973-'74                                                   |
| Roy Wesseling       | Afdelings- en Algeheel Landskampioenschap | 2002-'03                                                   |
| Evert Sterk         | Afdelingskampioenschap en bekerwinnaar    | 1948 t/m 1951, 1952-'53, 1957-'58, 1959 t/m 1961, 1963-'64 |
| Pim van de Meent    | Afdelingskampioenschap                    | 1966 t/m 1968                                              |
| Nico van Miltenburg | Afdelingskampioenschap                    | 1970-'71                                                   |
| Bert Wouterse       | Afdelingskampioenschap                    | 1981-'82                                                   |
| Eltjo Kapenga       | Afdelingskampioenschap                    | 1989-'90                                                   |
| Wim Eilander        | Afdelingskampioenschap                    | 1994-'95                                                   |
| Adrie Tap           | Winnaar Districtsbeker Midden             | 2000-'01                                                   |
| Jurgen Kok          | Afdelingskampioenschap                    | 2005-'06                                                   |
| Jamory Leysner      | Promotie Hoofdklasse                      | 2009-'10                                                   |
| Henk van de Pol     | Promotie Derde Divisie                    | 2015-'16                                                   |
| Arnold Klein        | Winnaar Districtsbeker Midden (West I)    | 2018-'19                                                   |
| Arnold Klein        | Afdelingskampioenschap                    | 2021-'22                                                   |

## Bekende (oud-)spelers
In het verleden zijn diverse spelers bij SV Huizen begonnen of hebben SV Huizen aan het eind van hun carrière aangedaan:
- Nordin Amrabat
- Tarik Divarci
- Kurt Elshot
- Nassir Maachi
- Sergio Ommel
- Ben Schubert
- Jorg Smeets
- Arnoud van Toor
- Arno Splinter
- Marco Holster
- Enrico Small
- Jimmy Simons
- Ab Plugboer
- Dirk Kruimer
- Reginald Faria
- Martijn Gootjes
- Melvin Donleben
- Maurice Ligeon
- Urvin Lee
- Werner Kooistra

AH '78 · SV Huizen · HSV De Zuidvogels